# Allen Robinson
Allen Bernard Robinson II (nascido em 24 de agosto de 1993) é um jogador de futebol americano que joga como Wide Receiver no Chicago Bears da National Football League (NFL). Ele foi selecionado pelo Jacksonville Jaguars na segunda rodada do Draft da NFL de 2014. Ele jogou futebol americano universitário na Universidade Estadual da Pensilvânia.

## Primeiros anos
Robinson frequentou a St. Mary's Preparatory, onde jogou futebol americano. Em sua última temporada, ele levou os Eaglets a final do campeonato estadual da Divisão 3. Além do futebol americano, Robinson também foi um atleta do atletismo em St. Mary.
Robinson se comprometeu com a Penn State em 29 de novembro de 2010. Ele também recebeu ofertas de Minnesota, Buffalo e Toledo.
| Nome | Cidade natal                                              | Médio / superior       | Altura | Peso  | Data de submissão      |
| --- | --------------------------------------------------------- | ---------------------- | ------ | ----- | ---------------------- |
| Allen Robinson WR | Detroit, Michigan                                         | St. Mary's Preparatory | 1.91 m | 95 kg | 29 de Novembro de 2010 |
| Allen Robinson WR | Classificação por estrelas: Scout: Rivais: 247Sports: N/A |                        |        |       |                        |
| - Nota: Em muitos casos, Scout, Rivais, 247Sports, e a ESPN pode entrar em conflito em suas listagens de altura e peso. - Nestes casos, a média foi tirada. ESPN notas são em uma escala de 100 pontos. Fontes: - "O Ano De 2011 A Equipe Ranking". Rivals.com. |                                                           |                        |        |       |                        |

## Carreira na Faculdade

### Primeira Temporada
Robinson jogou em 12 jogos e pegou três passes para 29 jardas durante o seu primeiro ano em 2011. Em 10 de setembro de 2011, ele teve uma recepção para 12 jardas, a sua primeira de sua carreira colegial, contra Alabama.

### Segunda Temporada
Depois de perder Justin Brown, que se transferiu para Oklahoma, Devon Smith, que se transferiu para Marshall, e Curtis Drake, que foi dispensado depois de uma violação das regras da equipe, Robinson foi rapidamente colocado no centro das atenções como o wide receiver número um da equipe.
Robinson conseguiu um rápido entendimento com o novo treinador Bill O'Brien e o quarterback Matt McGloin, e pegou nove passes para 97 jardas no primeiro jogo do time na temporada contra Ohio em 1 de setembro. Na semana seguinte, em 8 de setembro, ele teve 10 recepções para 89 jardas e um touchdown, o primeiro de sua carreira no colegial, contra a Virgínia.
No primeiro jogo desde que Shawney Kersey foi dispensado da equipe, Robinson respondeu com recepções de cinco passes para 136 jardas e três touchdowns contra Academia Naval dos Estados Unidos. Depois do jogo, o treinador-adjunto da Penn State e treinador de wide receivers, Stan Hixon, comentou: "Obviamente ele teve uma grande melhoria desde a primavera e a partir dali vimos que ele tem potencial para ser um receptor realmente bom. Todos os dias, ele está ficando melhor e melhor em rotas de corrida, saindo das rotas, e também, um trabalho muito melhor pegando a bola. Ele fez um bom trabalho para se separar em certas rotas, como pedimos a ele para fazer e ele tem sido um bom aluno." 
Ao longo do resto da temporada, Robinson produziria alguns esforços sólidos estatisticamente. Em 22 de setembro, ele teve cinco recepções para 82 jardas e um touchdown contra Temple. Em 6 de outubro, ele teve nove recepções para 85 jardas e dois touchdowns contra a Northwestern. Em 20 de outubro, ele teve seis recepções para 39 jardas e um touchdown contra Iowa. 
Robinson estabeleceu um recorde mais recepções em uma temporada em 17 de novembro, em um jogo que terminou com 10 recepções, 197 jardas e três touchdowns contra Indiana. Ele superou Bobby Engram e O. J. McDuffie, que registraram 63 recepções em uma temporada.
Em sua segunda temporada, Robinson teve 77 recepções para 1.018 jardas e 11 touchdowns.

### Terceira Temporada
Robinson teria uma grande temporada em 2013. Na abertura da temporada contra Syracuse, Robinson fez 11 recepções para 133 jardas e pegou um touchdown do quarterback Christian Hackenberg. Pelo segundo jogo consecutivo, Robinson pegou sete passes e marcou um touchdown em uma vitória sobre Eastern Michigan. Na semana seguinte, eles sofreram a primeira derrota da temporada, enquanto Robinson fez nove recepções por 144 jardas e um touchdown contra Central Florida.
No quinto jogo da temporada regular em Indiana, Robinson teve 12 recepções para 173 jardas e pegou dois touchdowns. Em 26 de outubro de 2013, Robinson empatou sua melhor atuação na temporada depois de pegar 12 passes para 173 jardas e marcou um touchdown em uma derrota para Ohio State. Em 23 de novembro de 2013, no penúltimo jogo de sua carreira universitária, ele teve oito recepções para 106 jardas contra Nebraska. Em seu último jogo, ele terminou com um total de oito recepções para 122 jardas em uma vitória sobre Wisconsin.
Ele terminou sua terceira temporada com um total de 97 recepções para 1.432 jardas e 6 touchdown. Robinson foi nomeado um All-American pelo The Sporting News e Phil Steele nomeou Robinson para sua equipe de All-America. 
Em 2 de janeiro de 2014, ele anunciou que renunciaria à sua última temporada e entraria no Draft da NFL de 2014.

### Estatísticas da Universidade
|       |            |    | Recepção | Recepção | Recepção |
| Ano   | Equipa     | GP | Rec      | Jardas   | TDs      |
| ----- | ---------- | -- | -------- | -------- | -------- |
| 2011  | Penn State | 11 | 3        | 29       | 0        |
| 2012  | Penn State | 12 | 77       | 1,018    | 11       |
| 2013  | Penn State | 12 | 97       | 1,432    | 6        |
| Total | Total      | 35 | 177      | 2,479    | 17       |

## Carreira Profissional
Saindo da Penn State, Robinson foi projetado pela maioria dos analistas para ser uma seleção de draft da primeira até terceira rodada. O NFLDraftScout.com classificou-o como o sexto melhor wide receiver e a 34ª perspectiva geral, enquanto a Sports Illustrated o classificou em sétimo entre os wide receivers. 
Ele foi convidado para o Combine e completou a maioria dos testes, mas optou por não realizar o supino. Robinson participou do Pro Day da Penn State e decidiu realizar todos os testes e conseguiu melhorar em todos os seus números.
| 1.88 m                          | 100 kg | 0,81 m | 0.24 m | 4.60 s | 1.53 s | 2.59 s | 4.00 s | 7.00 s | 0.99 m | 3.33 m |
| Todos os valores da NFL Combine |        |        |        |        |        |        |        |        |        |        |

### Jacksonville Jaguars

#### Temporada de 2014
O Jacksonville Jaguars selecionou Robinson na segunda rodada (61ª escolha geral) do Draft de 2014. Ele foi o 11º wide receiver selecionado e o segundo receptor foi escolhido pela Jacksonville Jaguars em 2014, atrás de Marqise Lee, que foi selecionado na segunda rodada (39º escolha geral). Além disso, Robinson foi um dos três jogadores de Penn State a serem selecionados naquele ano.
Em 21 de junho de 2014, os Jaguars assinaram com a Robinson um contrato de quatro anos no valor de US $ 3,51 milhões que incluiu US $ 1,17 milhão garantidos e um bônus de assinatura de US $ 877.718.
Robinson abriu a temporada regular como o quarto recebedor atrás de Marqise Lee, Cecil Shorts e o novato Allen Hurns.
Na abertura da temporada dos Jaguars em 7 de setembro, ele recebeu seu primeiro passe de carreira de Chad Henne, em uma derrota por 34-17 para o Philadelphia Eagles. Em 14 de setembro, ele teve quatro recepções para 75 jardas contra o Washington Redskins. Em 21 de setembro de 2014, ele jogou seu primeiro jogo como titular na carreira e recebeu sete passes para 79 jardas em uma derrota para o Indianapolis Colts.
Em 12 de outubro de 2014, ele teve oito passes para 68 jardas em uma derrota por 14-16 para o Tennessee Titans. Na semana seguinte, Robinson conseguiu seu primeiro touchdown vindo de um passe do novato Blake Bortles durante uma vitória por 24-6 sobre o Cleveland Browns para ajudar os Jacksonville Jaguars a terminar uma sequência de nove derrotas. Em 26 de outubro de 2014, ele teve cinco recepções para 82 jardas e um touchdown contra o Miami Dolphins. Em 9 de novembro de 2014, ele teve cinco recepções para 60 jardas contra o Dallas Cowboys.
O jogo contra o Cowboys foi o último jogo de Robinson na temporada de 2014 devido a uma fratura por estresse no pé direito. Robinson terminou sua temporada de estreia com 48 recepções para 548 jardas e dois touchdowns, sendo titular em oito partidas e jogando em dez partidas.

#### Temporada de 2015
Na temporada seguinte, Robinson foi escolhido como um dos titulares na temporada regular, juntamente com seu colega de segundo ano, Allen Hurns.
Na abertura da temporada, ele pegou um passe para 27 jardas em uma derrota por 9-20 para o Carolina Panthers. No próximo jogo, Robinson teve seu melhor jogo na temporada recebendo seis passes para 155 jardas e dois touchdowns durante uma vitória por 23-20 sobre o Miami Dolphins. Em 11 de outubro, ele teve sete recepções para 72 jardas e dois touchdowns contra o Tampa Bay Buccaneers. No próximo jogo em 18 de outubro, ele teve seis recepções para 86 jardas e um touchdown contra o Houston Texans. Ele seguiu com uma sólida performance em 25 de outubro, quando teve seis recepções para 98 jardas e um touchdown contra o Buffalo Bills. No dia 8 de novembro, ele teve seis recepções para 121 jardas contra o New York Jets. No dia 19 de novembro, ele teve cinco recepções para 113 jardas contra o Tennessee Titans. Em 20 de dezembro, Robinson conseguiu 10 recepções para 153 jardas e três touchdowns durante uma derrota por 39-42 para o Tennessee Titans. Em 27 de dezembro de 2015, ele teve seis recepções para 151 jardas e um touchdown contra o New Orleans Saints. No final da temporada regular em 3 de janeiro de 2016, ele teve cinco recepções para 108 jardas contra o Houston Texans.
Robinson terminou sua segunda temporada com 80 recepções para 1.400 jardas e 14 touchdowns. Ele liderou os Jaguars em recepções, em jardas e em touchdowns durante a temporada de 2015 e foi o primeiro recebedor dos Jaguars desde Jimmy Smith em 2005 a ter mais de 1.000 jardas em uma única temporada.
Robinson foi nomeado como substituto do Pro Bowl de 2016 e substituiu Calvin Johnson, que não pôde participar devido a lesão. Ele foi classificado em 31º por seus companheiros jogadores no NFL Top 100 Players de 2016.
Robinson e Hurns tiveram em 2015 uma temporada de 60 recepções, 1.000 jardas e 10 touchdown cada. Eles foram apelidados de "Thunder and Lightning" e "The Allen Brothers". Ambos tinham 1,90m de altura, entraram na NFL em 2014 e tinham o mesmo nome do meio: Bernard.

#### Temporada de 2016
Robinson entrou na temporada de 2016 com altas expectativas após sua espetacular temporada de 2015. Em 11 de setembro de 2016, na abertura da temporada contra o Green Bay Packers, Robinson pegou seis passes para 72 jardas em uma derrota por 23-27. Em 25 de setembro, ele fez sete recepções para 57 jardas e conseguiu seus dois primeiros touchdowns durante uma derrota por 17-19 para o Baltimore Ravens. Durante uma partida da semana 10 contra Houston Texans, Robinson teve nove recepções, 107 jardas e um touchdown durante a derrota por 21-24. A vitória sobre os Texans foi o primeiro jogo da temporada de Robinson que ele superou 100 jardas. Na véspera de Natal, ele pegou nove passes para 147 jardas em uma vitória por 38-17 sobre o Tennessee Titans.
O Jacksonville Jaguars terminou a temporada com um triste recorde de 3-13 e o técnico Gus Bradley foi demitido após a semana 15. O treinador interino Doug Marrone foi contratado em 9 de janeiro de 2017. Robinson terminou a temporada de 2016 com 73 recepções para 883 jardas e seis touchdowns.

#### Temporada de 2017
Durante a semana 1 contra o Houston Texans, Robinson teve uma recepção para 17 jardas, mas teve que deixar o jogo com uma aparente lesão no joelho. Horas depois, foi confirmado que seu joelho esquerdo foi diagnosticado com uma ruptura do LCA, que terminou prematuramente sua temporada de 2017. Ele foi colocado na lista de reservas lesionados em 12 de setembro de 2017.

#### Temporada de 2018
Em 6 de março de 2018, os Jaguars informaram a Robinson que eles não usariam a franchise tag no contrato dele.

### Chicago Bears
Em 14 de março de 2018, Robinson assinou um contrato no valor de US$ 42 milhões por três anos com o Chicago Bears. As 102 recepções de Robinson empataram com Matt Forte como o segundo maior número na história da franquia em uma única temporada. Ao final de 2021, após três anos, ele não renovou com os Bears.

### Los Angeles Rams
Em 17 de março de 2022, Robinson assinou um contrato de três anos, valendo US$ 6,5 milhões, com o Los Angeles Rams. Robinson jogou as primeiras dez partidas da temporada, fazendo 33 recepções para 339 jardas e três touchdowns. Em 27 de novembro, foi anunciado que Robinson seria submetido a uma cirurgia de final de temporada para reparar uma lesão no pé. Ele foi colocado na reserva de machucados em 29 de novembro.

### Pittsburgh Steelers
Em 21 de abril de 2023, Robinson foi trocado para o Pittsburgh Steelers por uma escolha de sétima rodada no draft.

## Estatísticas da Carreira
| Ano   | Time  | Jogoss     | Jogoss  | Recebendo | Recebendo | Recebendo | Recebendo | Recebendo | Correndo | Correndo | Correndo | Correndo | Correndo | Fumbles | Fumbles  |
| Ano   | Time  | Disputados | Titular | Rec       | Jardas    | Média     | Lng       | TD        | Ten      | Jardas   | Média    | Lng      | TD       | Fum     | Perdidos |
| ----- | ----- | ---------- | ------- | --------- | --------- | --------- | --------- | --------- | -------- | -------- | -------- | -------- | -------- | ------- | -------- |
| 2014  | JAX   | 10         | 8       | 48        | 548       | 11,4      | 54        | 2         | —        | —        | —        | —        | —        | 0       | 0        |
| 2015  | JAX   | 16         | 16      | 80        | 1 400     | 17,5      | 90E       | 14        | —        | —        | —        | —        | —        | 0       | 0        |
| 2016  | JAX   | 16         | 16      | 73        | 883       | 12,1      | 42        | 6         | —        | —        | —        | —        | —        | 1       | 0        |
| 2017  | JAX   | 1          | 1       | 1         | 17        | 17,0      | 17        | 0         | —        | —        | —        | —        | —        | 0       | 0        |
| 2018  | CHI   | 13         | 12      | 55        | 754       | 13,7      | 43        | 4         | 1        | 9        | 9,0      | 9        | 0        | 1       | 1        |
| 2019  | CHI   | 16         | 15      | 98        | 1 147     | 11,7      | 49        | 7         | 1        | 2        | 2,0      | 2        | 0        | 0       | 0        |
| 2020  | CHI   | 16         | 16      | 102       | 1 250     | 12,3      | 42        | 6         | 1        | -1       | -1,0     | -1       | 0        | 0       | 0        |
| 2021  | CHI   | 12         | 11      | 38        | 410       | 10,8      | 39        | 1         | —        | —        | —        | —        | —        | 0       | 0        |
| 2022  | LAR   | 10         | 10      | 33        | 339       | 10,3      | 29        | 3         | —        | —        | —        | —        | —        | 0       | 0        |
| Total | Total | 110        | 105     | 528       | 6 748     | 12,8      | 90        | 43        | 3        | 10       | 3,3      | 9        | 0        | 2       | 1        |

### Recordes dos Jaguars
- Mais touchdowns em uma temporada – 14 (2015)[72]

## Cultura Popular
Robinson apareceu na Temporada 6 do Ink Master junto com Tony Jefferson, Khaseem Greene, Keith Pough, Darius Slay e Kamerion Wimbley.